# Batrachomatus
Batrachomatus là một chi bọ cánh cứng trong họ Dytiscidae.
Chi này được Clark miêu tả khoa học năm 1863.

## Các loài
Các loài trong chi này gồm:
- Batrachomatus daemeli (Sharp, 1882)
- Batrachomatus wingii Clark, 1863